# Habenaria oreophila
Habenaria oreophila är en orkidéart som beskrevs av Jesse More Greenman. Habenaria oreophila ingår i släktet Habenaria och familjen orkidéer. Inga underarter finns listade i Catalogue of Life.